# 川俣幸宏
川俣幸宏（かわまた　ゆきひろ、1964年 - )　は、日本の実業家。京浜急行電鉄社長。

## 人物・経歴
栃木県出身。
1986年、横浜市立大学商学部卒業。
2016年、京浜急行電鉄取締役。
2019年、同社取締役常務執行役員。
2022年、同社取締役社長執行役員、代表取締役、グループ業務監査部担当。
2022年、横浜新都市センター株式会社取締役。
2022年、京急川崎駅西口地区第一種市街地再開発準備組合理事。
2024年、日本空港ビルデング社外取締役。
2025年、株式会社ルミネ社外取締役。